# Alfred Wohl
Alfred Wohl (3 octobre 1863 - 25 décembre 1939) est un chimiste allemand. Plusieurs réactions chimiques portent son nom, notamment la dégradation de Wohl, la réaction de Wohl-Aue et la réaction de Wohl-Ziegler.

## Biographie
Alfred Wohl a étudié la chimie à l'université de Heidelberg de 1882 à 1886. Il obtient son doctorat en 1886 pour son travail sur la méthénamine (Methylaldehyd und seine Derivate)  sous la direction d'August Wilhelm von Hofmann. Il devient par la suite assistant d'Emil Fischer à l'université de Berlin dans le Rübenzucker-Laboratorium, de 1886 à 1889, et obtient à la même période son habilitation. À partir de 1889 il devient conférencier, puis retourne à travailler à l'université de Berlin en 1891. Il y devient professeur en 1901 mais part ensuite pour l'université technique de Dantzig où il obtient un poste de professeur ordinaire en 1904, ainsi que la charge du laboratoire de chimie organique (Labors für organische Chemie). De 1913 à 1915, il devient recteur de l'université technique de Dantzig. L'Académie allemande des sciences naturelles Leopoldina le nomme membre à part entière en 1932. L'année suivante, il est classé politisch unzuverlässig (« politiquement peu fiable ») par le pouvoir nazi, et est forcé de prendre sa retraite. Il continue à pouvoir travailler sur certains projets scientifiques, mais sa situation devient de plus en plus difficile au fil des ans. Il émigre en Suède en 1938, où il meurt l'année suivante.

## Travaux
Ses travaux en chimie organique débutèrent lors de sa thèse de doctorat sur la méthénamine (1886). Sous l'influence de Fischer, Wohl se focalisa sur la chimie des glucides. Wohl attribua arbitrairement au (+)-glycéraldéhyde le fait d'avoir une configuration « D », formant la base du système D-L, ceci avant que les chimistes aient la possibilité de prouver que le (+)-glyceraldéhyde était bien le D-glyceraldéhyde, la détermination exacte de la configuration d'un carbone chiral avant l'invention de la cristallographie aux rayons X étant impossible.
| D-glycéraldéhyde | L-glycéraldéhyde |
| D-glycéraldéhyde | L-glycéraldéhyde |

En utilisant uniquement des réactions chimiques qui conservaient la configuration stéréochimique, tous les composés chiraux proches purent être transformés chimiquement en (−)- ou (+)-glycéraldéhyde, permettant de leur assigner une configuration D- ou L.
L'utilisation du pentoxyde de vanadium pour l'oxydation catalytique dans l'air de diverses substances fut son travail le plus rentable. Des catalyses similaires sont toujours utilisées aujourd'hui pour l'oxydation du naphtalène, de l'anthraquinone et pour la production d'acide sulfurique à partir de dioxyde de soufre.

### Publications
- Methylaldehyd und seine Derivate, Berlin, Univ. Diss., 1886
- Organische Chemie und die Lehre vom Leben (1910)